# Лацпорт

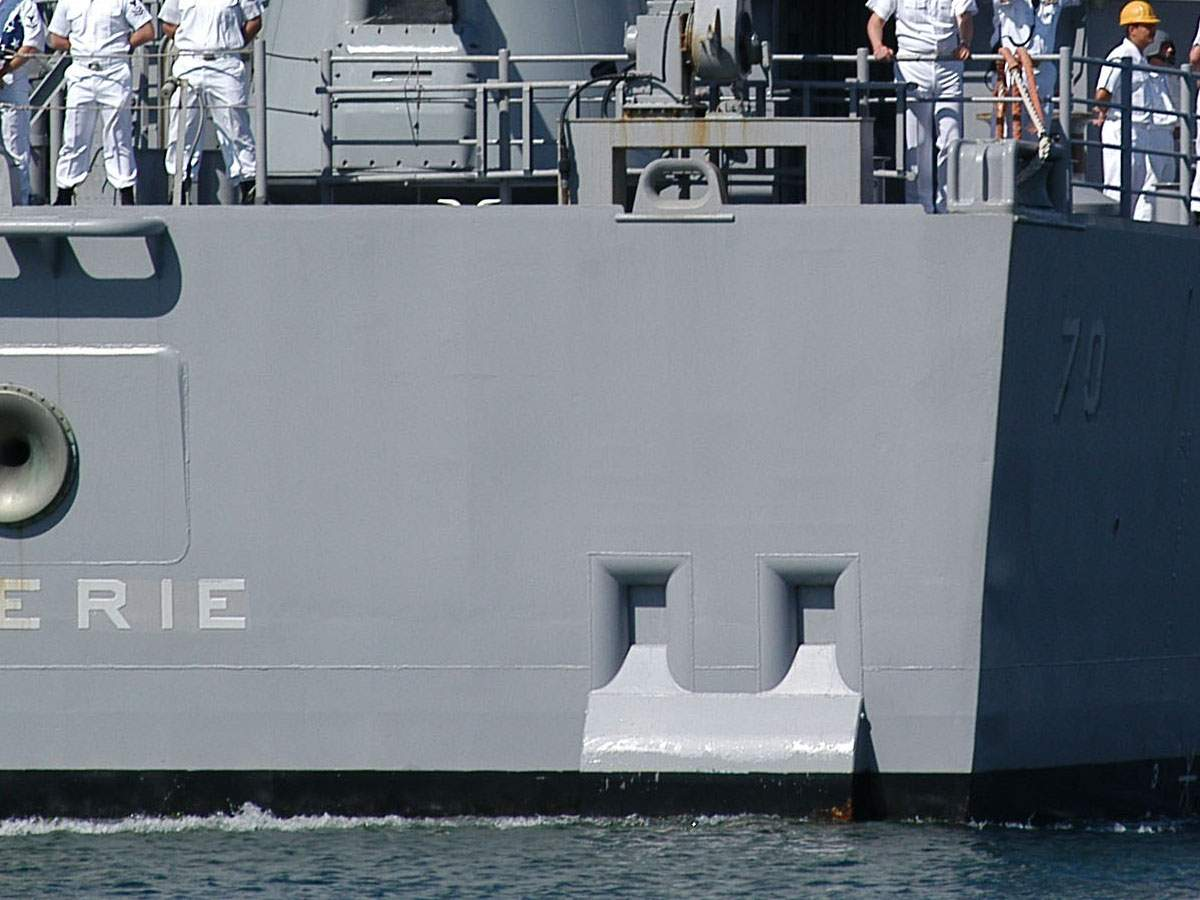
Лацпорти для випуску буксирувального кабелю протиторпедної системи AN/SLQ-25 на американському крейсері.

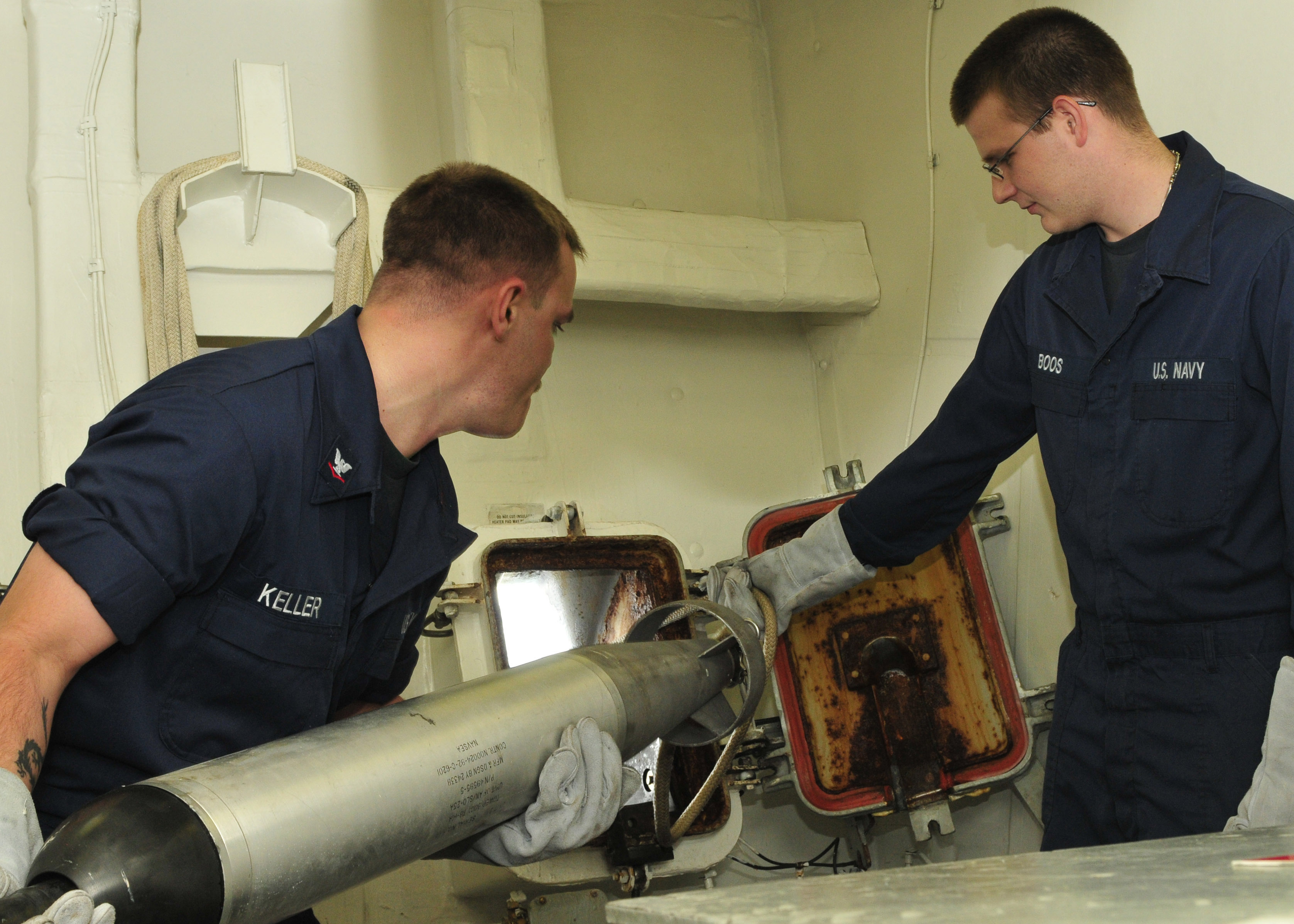
Випуск буксированого модуля системи SLQ-25 через лацпорт.

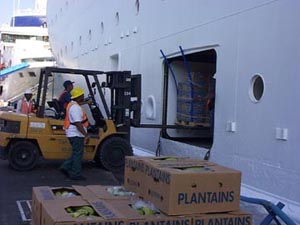

Лацпорт (нім. Lastpforte — «вантажний люк») — морський термін, що позначає виріз у зовнішній обшивці судна для проведення вантажних операцій, прийому та випуску шлангів, кабелів, буксирувальних тросів. «Лацпортом» також називають водонепроникне закриття такого вирізу у вигляді герметично задраюваних дверей різної конструкції. На поромах вантажні лацпорти, через які в'їжджають залізничні вагони і автомобілі, можуть розміщуватися або в кормі, або в носі судна, або в кормі і в носі одночасно. У разі якщо відсутнє завантаження автомобілями лацпорт призначається і для висадки пасажирів (бортовий лацпорт).
До початку XX століття цей термін використовувався у вужчому значенні як вантажний порт на кормі деяких типів суден, який міг закриватись.